# 마틴 레니
마틴 레니(영어: Martin Rennie, 1975년 5월 22일 ~ )는 스코틀랜드 출신의 축구 지도자로 영국과 미국 국적을 보유하고 있으며 현재 NCAA 디비전 1 여자 축구 챔피언십의 노터데임 대학교 여자부 수석 코치를 맡고 있다.

## 지도자 경력

### K리그진출 전
2005년 미국의 4부 리그인 USL 리그 2의 케스케이드 서지의 사령탑으로 부임하며 2005 시즌 USL 리그 2 8강, 2005 시즌 US 오픈컵 예선라운드 진출 등을 이끈 것은 물론 페어플레이상까지 거머쥐는 등 각종 부문에서 우수한 성적을 남겼다.
그 후 2007년부터 2008년까지 당시 미국의 3부 리그인 USL 세컨드 디비전의 클리블랜드 시티 스타즈의 사령탑을 역임하며 2007 시즌 4강, 2008 시즌 우승을 이끌었고 2009년부터 2011년까지는 USSF 디비전 2 프로페셔널 리그의 노스캐롤라이나 FC 사령탑을 맡아 2010 시즌 준우승을 이끈 뒤 2011년 8월 9일 메이저 리그 사커의 밴쿠버 화이트캡스의 사령탑으로 부임했다.
밴쿠버 화이트캡스 감독 부임 첫 해인 2012 시즌에서 캐나다 프로팀 최초의 MLS컵 플레이오프 진출을 이끌어냈고 캐나다 챔피언십에서도 팀의 3회 연속 준우승의 성과를 이끌었으나 2013 시즌 리그 서부컨퍼런스 7위라는 부진한 성적에 그치며 2013 시즌 종료 후 밴쿠버 감독직에서 경질되었다.

### 서울 이랜드
밴쿠버 화이트캡스 감독직에서 경질된지 9개월 후인 2014년 7월 17일 대한민국 K리그2의 신생팀인 서울 이랜드의 초대 사령탑으로 선임되었고 약 2개월 뒤인 9월 11일 서울 이랜드의 감독으로 취임했다.
그리고 서울 이랜드 감독 부임 첫 시즌인 2015년 K리그2에서 창단 첫 해부터 팀을 준플레이오프에 올려놓는 성과를 올렸으나 준플레이오프에서 수원 FC에 밀려 승격에 실패했고 부임 2번째 시즌인 2016년 K리그2에서는 전 시즌과는 달리 실망스러운 경기 운영을 보이면서 결국 부임한지 약 1년만인 2016년 6월 15일 서울 이랜드와의 계약이 해지되었다.
이후 당시 서울 이랜드의 수석 코치였던 인창수 현 김포 FC 수석 코치가 잠시 감독 대행을 맡았고 그 후 후임으로는 박건하 현 대한민국 축구 대표팀 수석 코치 겸 한국프로축구연맹 기술연구위원이 서울 이랜드의 2대 사령탑으로 부임했다.

### K리그 이후
서울 이랜드 감독직에서 경질된 이후 한동안 야인으로 지내다가 2018년 1월 16일 USL 챔피언십의 인디 일레븐의 사령탑 부임을 통해 미국 무대로 복귀하여 2021년 6월까지 3년 5개월동안 역임하며 2019 시즌 USLC 4강 진출을 이끌었지만 이후에는 이렇다할 성과를 올리지 못했다.
그 후 2021년 12월 스코티시 리그 1의 폴커크 FC 감독으로 취임하여 이듬해인 2022년 4월까지 역임했고 이에 앞서 NCAA 디비전 1 여자 축구 챔피언십의 노터데임 대학교 여자부의 수석 코치로 부임했다.

## 대회 성적

### 클럽 (지도자)
클리블랜드 시티 스타즈
- USL 세컨드 디비전 : 우승 (2008), 4강 (2007)

 노스캐롤라이나 FC
- USSF 디비전 2 프로페셔널 리그 : 준우승 (2010)

 밴쿠버 화이트캡스
- 캐나다 챔피언십 : 준우승 (2011, 2012, 2013)

 서울 이랜드
- K리그2 : 4위 (2015)

 인디 일레븐
- USL 챔피언십 : 4강 (2019)

| 전임 초대 | 제1대 서울 이랜드 FC 감독 2015-2016 | 후임 인창수 (감독 대행) |